# Gustav von Möller (General)
Gustav Albert Leopold von Möller (* 8. März 1834 in Berlin; † 18. Juni 1896 in Charlottenburg) war ein preußischer Generalleutnant und Kommandant von Magdeburg.

## Leben

### Herkunft
Gustav war ein Sohn des Chefpräsidenten des Appellationsgerichts in Breslau Gottfried Gustav von Möller (1803–1868) und dessen Ehefrau Karoline, geborene Pelizaeus († 1862).

### Militärkarriere
Nach dem Besuch der Gymnasien in Stettin und Köslin immatrikulierte sich Möller an der Universität Berlin. Am 11. April 1854 trat er als Grenadier in das 2. Garde-Regiment zu Fuß der Preußischen Armee ein und avancierte bis Mitte Dezember 1855 zum Sekondeleutnant. Für die Dauer der Mobilmachung anlässlich des Sardinischen Krieges war Möller 1859 Adjutant beim Ersatz-Bataillon der 2. Garde-Infanterie-Brigade und absolvierte ab Oktober 1859 bis Juli 1862 zur weiteren Ausbildung die Kriegsakademie. Zwischenzeitlich erfolgte seine Versetzung in das 4. Garde-Regiment zu Fuß. Zu Ausbildungszwecken war er von Oktober 1862 bis Mai 1863 zum 2. Garde-Ulanen-Regiment kommandiert und stieg Mitte November 1862 zum Premierleutnant auf. Als solcher nahm er 1864 während des Krieges gegen Dänemark am Gefecht bei Fredericia und dem Sturm auf die Düppeler Schanzen teil. Für sein Wirken erhielt Möller den Roten Adlerorden IV. Klasse und den Kronen-Orden III. Klasse mit Schwertern. Am 21. Dezember 1864 wurde er zum Großen Generalstab kommandiert.
Im Krieg gegen Österreich war Möller 1866 als Generalstabsoffizier zum Detachement Stolberg kommandiert, wirkte in dieser Eigenschaft bei Oswiecim sowie Goczalkowitz und erhielt für sein tapferes Verhalten eine Belobigung. Nach dem Krieg wurde er Anfang Oktober 1866 zur Botschaft nach Paris kommandiert und Ende des Monats unter Belassung in seiner Stellung zum Hauptmann befördert sowie dem Generalstab der Armee aggregiert. Am 15. Februar 1867 wurde er unter Belassung in seinem Kommando in den Generalstab der Armee einrangiert. Nachdem man ihn am 1. April 1869 von seinem Kommando nach Paris entbunden hatte, wurde er fünf Tage später in den Generalstab des XI. Armee-Korps versetzt.
Während des Deutsch-Französischen Krieges nahm Möller 1870/71 an den Schlachten bei Weißenburg, Wörth, Sedan und am Mont Valerien, der Belagerung von Paris, der Beschießung von Pfalzburg, sowie den Gefechten bei Stonne, Fort d’Ivry, Moulineaux und am Mont Mesly teil.
Ausgezeichnet mit beiden Klassen des Eisernen Kreuzes wurde Möller nach dem Friedensschluss Anfang Oktober 1871 zum Major befördert und Ende des Monats zum Generalstab der 6. Division versetzt. Daran schloss sich ab Ende Oktober 1874 eine Verwendung im Generalstab des IV. Armee-Korps an und von Juni bis August 1875 war er zur Führung des I. Bataillons im 4. Magdeburgischen Infanterie-Regiment Nr. 67 kommandiert. Nach seiner Beförderung zum Oberstleutnant trat Möller mit der Ernennung zum Kommandeur des II. Bataillons im 3. Hessischen Infanterie-Regiment Nr. 83 am 12. Juni 1877 in den Truppendienst zurück. Er stieg am 16. September 1881 zum Oberst auf und wurde am 11. März 1882 als Kommandeur des 2. Niederschlesischen Infanterie-Regiments Nr. 47 nach Straßburg versetzt. In dieser Stellung erhielt er am 18. September 1886 den Kronen-Orden II. Klasse mit Schwertern am Ringe. Unter Stellung à la suite seines Regiments beauftragte man Möller am 14. Mai 1887 zunächst mit der Führung der 32. Infanterie-Brigade. Am 3. August 1887 folgte seine Ernennung zum Brigadekommandeur sowie die Beförderung zum Generalmajor. Am 16. Februar 1889 wurde er Kommandant von Magdeburg und erhielt am 24. März 1890 den Charakter als Generalleutnant. Im Spätsommer 1891 war Möller Führer der beim IV. Armee-Korps für das Kaisermanöver gebildeten Reservedivision. Am 19. September 1891 erhielt das Patent zu seinem Dienstgrad. Unter Verleihung des Sterns zum Roten Adlerorden II. Klasse mit Eichenlaub und Schwertern am Ringe wurde Möller am 18. Oktober 1891 mit Pension zur Disposition gestellt. Er starb am 18. Juni 1896 in Charlottenburg.

### Familie
Möller heiratete am 8. Juni 1881 auf Gut Winterbüren Elisabeth Freiin Waitz von Eschen (1856–1936). Das Paar hatte mehrere Kinder:
- Karl Gustav (1882–1914), gefallen als preußischer Oberleutnant im 3. Magdeburgischen Infanterie-Regiment Nr. 66 bei Le Cateau
- Erwin (1884–1915), deutscher Kapitänleutnant und Kommandant des Kanonenbootes Tsingtau[2]
- Hildegard (* 1888)